# Matsuzaka Daniel
Daniel Matsuzaka (sinh ngày 13 tháng 8 năm 1997) là một cầu thủ bóng đá người Nhật Bản.

## Sự nghiệp câu lạc bộ
Daniel Matsuzaka đã từng chơi cho Kataller Toyama.